# Sergio Fernández Álvarez
Sergio Fernández Álvarez més conegut esportivament com a Sergio Fernández, és un exfutbolista nascut a Lleó el 9 de febrer del 1975, que jugava en la posició de Defensa. Va ser durant sis anys el baluard i ensenya de l'Hèrcules CF, on aconseguí l'ascens a Segona Divisió la temporada 2004/05.

## Trajectòria
Sergio es va formar en les categories inferiors del Puente Castro, on va destacar i l'extint CD Logroñés se'n l'emportà a les seves categories inferiors. En el club riojà fou creixent fins a arribar al Logroñés B mentre entrenava amb el primer equip. Mai va debutar amb el primer equip del CD Logroñés, i se'n tornà cap a casa per-ha jugar a la Cultural, després va passar per l'Aurrerá de Vitoria, fins a fitxar pel CD Numancia on va debutar a Segona Divisió el 1998. Així comença una trajectòria per equips de Segona B fins que el 2003 arribà a l'Hèrcules CF on a poc a poc es va guanyar la confiança dels tècnics i afició i va esdevenir un futbolista franquícia.
En juny de 2009, després d'unes desavinences amb el màxim accionista herculà, Sergio no va acceptar l'oferta de renovació i se'n va anar al Reial Múrcia CF.